# Alvarezsaurus

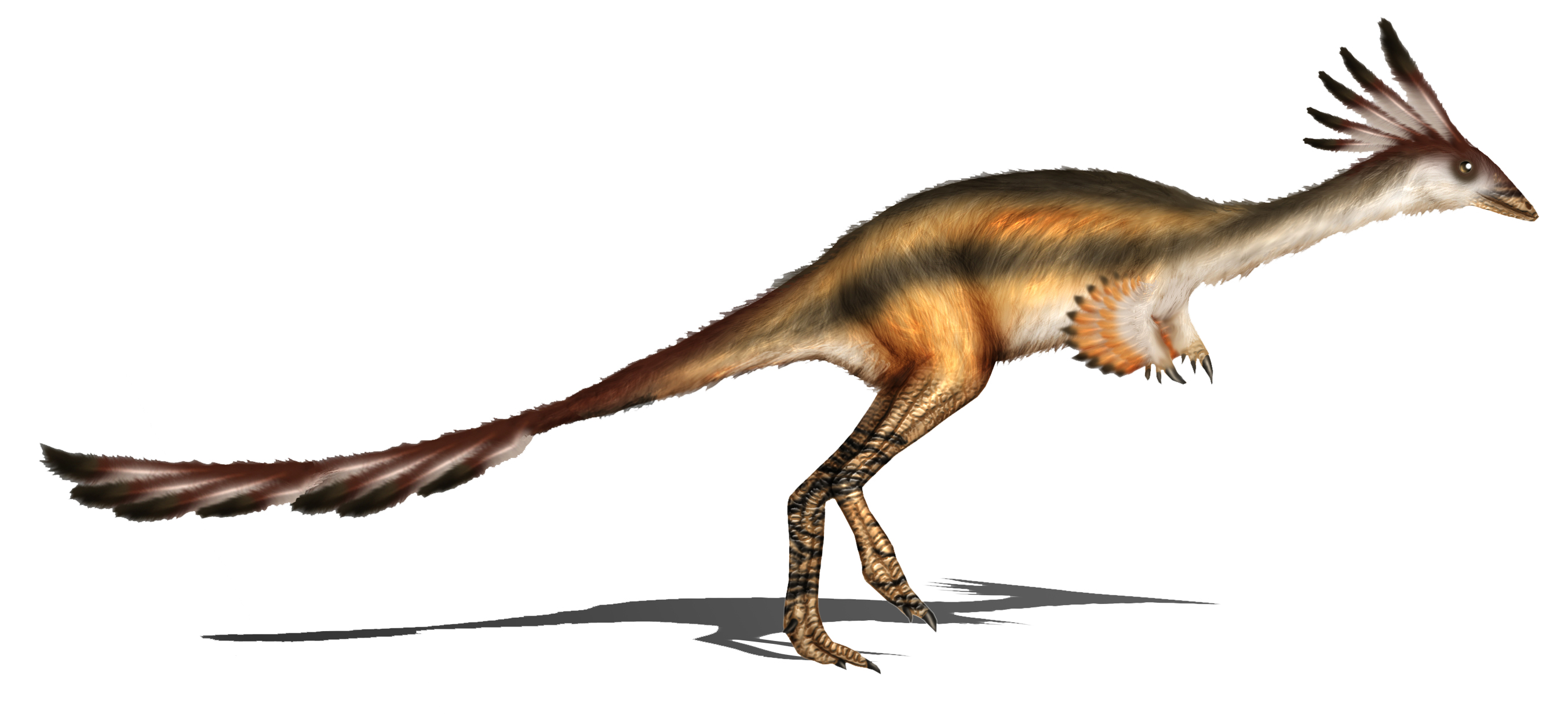
Restauração

Alvarezsaurus, assim denominado em homenagem ao historiador Don Gregorio Alvarez, ou réptil-de-alvarez, é um dinossauro da família dos Alvarezsaurídeos.
Este dinossauro bípede viveu no fim do Cretáceo há 80 milhões de anos. Media 1,80 m de comprimento e 1,5 m de altura, pesando em torno de 3 kg. O alvarezsaurus viveu na Argentina e foi descoberto em 1991 por um grupo de paleontólogos na Argentina.
Identificado em 1991 através da evidência de fóssil na Argentina, este pequeno comedor de carne foi classificado por alguns pesquisadores como um "pássaro que não voava". sua cauda fina e achatada representa mais da metade do comprimento de seu corpo; com pernas e pés compridos o alvarezsaurus teria sido uma andorinha corredora. Tinha os membros da frente em forma de gancho e um focinho contendo dentes pequenos.

## Descrições
1. O bico ou focinho, alinhado com dentes pequenos, era usado para agarrar comida, desde ovos até animais pequenos.
2. O alvarezsaurus tinha penas no corpo, que são melhores do que escamas a regular a temperatura do corpo. Falta nos achados uma espinha dorsal, encontrada em outros terópodes de pele mais grossa.
3. Uma característica distinta do alvarezsaurus eram os membros dianteiros em forma de gancho, cuja função não é inteiramente compreendida.
4. A cauda do alvarezsaurus era muito longa, provavelmente mais do que a metade do comprimento de 1,80 m do animal. A cauda era fina e plana, diferente da de alguns pássaros hoje em dia.